# Pëtr Barbašëv
Pëtr Porfilovič  Barbašëv o Prokof'evič in russo Пётр Барбашёв? (Bol'šoi Sjugan, 4 febbraio 1919 – Gizel', 9 novembre 1942) è stato un militare sovietico, sottosergente e caposquadra inquadrato nel 34º Reggimento motorizzato dell'NKVD.

## Biografia
Pëtr Barbašëv nacque nel febbraio del 1919 nel villaggio di Bol'šoi Sjugan in una famiglia contadina. Ha lavorato in una fattoria collettiva locale e per qualche tempo come responsabile della biblioteca.
Nel 1939, Pëtr Barbašëv fu arruolato nell'Armata Rossa ad Igarka, territorio di Krasnojarsk. Dal 1941, prese parte alla seconda guerra mondiale.

## Impresa
Il 9 novembre 1942, Pëtr Barbašëv, insieme a un gruppo di mitraglieri, aveva ricevuto l'ordine di neutralizzare una postazione di tiro vicino al villaggio di Gizel' (distretto di Prigorodnyj nell'Ossezia del Nord). Attraverso le feritoie del bunker i tedeschi colpivano a ripetizione i sovietici, che non riuscivano a passare. Barbašëv strisciò nei pressi del bunker e lanciò alcune granate, senza però sortire risultati. A quel punto coprì col suo corpo le feritoie del bunker e permise alla sua unità di avanzare.
Con un decreto del Presidium del Soviet supremo dell'URSS del 13 dicembre 1942, Pëtr Barbašëv ricevette postumo il titolo di Eroe dell'Unione Sovietica.
Fu sepolto a Vladikavkaz.

## Memoria
Le strade di Vengerovo, Vladikavkaz, Igarka e Novosibirsk portano il nome di Pëtr Barbašëv.
Non lontano da Vladikavkaz, sulla strada per il villaggio di Gizel', nel 1983 fu eretto un monumento in memoria di Pëtr Barbašëv, e un busto è stato installato all'ingresso dell'Istituto d'ingegneria NSTU, a Novosibirsk.